# Фількевич Галина Миколаївна
Галина Миколаївна Фількевич (нар. 21 листопада 1938, Київ) — українська музикознавиця, педагог. Кандидат мистецтвознавства (1971). Професор Київського національного університету театру, кіно і телебачення імені Івана Карпенка-Карого. Авторка понад 50 наукових робіт.

## Життєпис
Народилася 21 листопада 1938 р. в Києві.

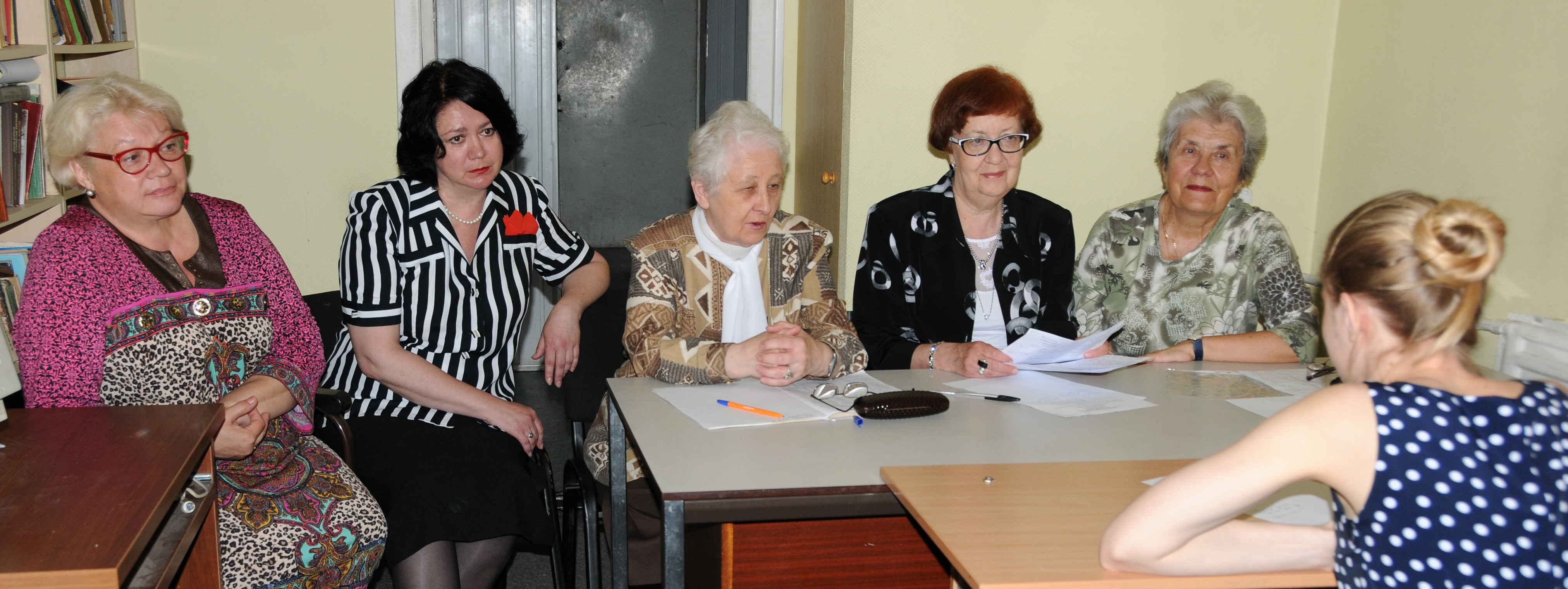
Галина Фількевич (третя ліворуч) на випускних екзаменах кафедри кінознавства, червень 2014 року

Закінчила кафедру історії музики Київської консерваторії (1962) та аспірантуру при ній (1969). Учениця музикознавиці Катерини Майбурової. Навчалась також у Інни Комарової та Людмили Каверіної, дипломну роботу писала під їх керівництвом. Захистила кандидатську дисертацію на тему «Музика в українських художніх фільмах» (1971).
Професор Київського національного університета театру, кіно і телебачення ім. І. Карпенка-Карого. Деякий час працювала деканом університету, проректором з наукової та творчої роботи і міжнародних зв'язків.
Членкиня Національної спілки театральних діячів України.

### Родина
- Батько — кіноінженер Микола Фількевич (1912—2001).
- Чоловік — режисер, педагог Геннадій Макарчук (1930—1999)[2].
  - Донька — акторка Антоніна Макарчук (нар. 1973).